# Sven Edin
Sven Edin war ein schwedischer Skilangläufer.
Edin, der für den IF Friska Viljor startete, belegte bei den Nordischen Skiweltmeisterschaften 1938 in Lahti den 24. Platz über 18 km. Im folgenden Jahr wurde er schwedischer Meister über 30 km und mit der Staffel von IF Friska Viljor und gewann beim Holmenkollen Skifestival den 50-km-Lauf.